# Касина де Пеки
Касина де Пеки (итал. Cassina de' Pecchi) је насеље у Италији у округу Милано, региону Ломбардија.
Према процени из 2011. у насељу је живело 11.042 становника. Насеље се налази на надморској висини од 128 м.

## Становништво
| 1931. | 1936. | 1951. | 1961. | 1971. | 1981.  | 1991.  | 2001.  | 2011.  |
| ----- | ----- | ----- | ----- | ----- | ------ | ------ | ------ | ------ |
| 1.659 | 1.867 | 2.247 | 2.960 | 5.503 | 11.196 | 12.881 | 12.326 | 13.206 |